# Joona Toivio
Joona Marko Aleksi Toivio (Sipoo, 10 marzo 1988) è un calciatore finlandese, difensore del KTP.

## Carriera

### Club

#### Telstar
Il 4 agosto 2008, l'AZ ha reso noto d'aver ceduto Toivio al Telstar – compagine militante in Eerste Divisie – con la formula del prestito. L'8 agosto ha effettuato il proprio esordio con questa casacca, venendo schierato titolare nel successo per 0-1 arrivato in casa dell'Excelsior. Al termine di quell'annata, il Testar si è qualificato per i play-off, non riuscendo però a conquistare la promozione.
L'8 giugno 2009, Toivio ha rinnovato il contratto che lo legava all'AZ, fino al 30 giugno 2012; contestualmente, il suo prestito al Telstar è stato prolungato di un'altra stagione.

#### Molde
Il 13 marzo 2013, i norvegesi del Molde hanno reso noto l'acquisto di Toivio, che si è legato al nuovo club con un contratto quadriennale. Ha esordito in Eliteserien in data 15 marzo, schierato titolare nella sconfitta per 2-1 patita sul campo del Viking. Il 2 aprile successivo ha trovato la prima rete nella massima divisione locale, in occasione della partita persa a domicilio contro il Lillestrøm col punteggio di 1-2. Il 17 luglio 2013 ha avuto l'opportunità di giocare la prima partita nelle competizioni europee per club: è stato schierato titolare nella vittoria per 0-1 arrivata in casa dello Sligo Rovers, sfida valida per il secondo turno di qualificazione all'edizione stagionale della Champions League.
Ha contribuito alla vittoria finale del Norgesmesterskapet 2013 ed al double arrivato l'anno successivo. Il 22 gennaio 2016, Toivio ha prolungato il contratto che lo legava al Molde fino al 31 dicembre 2018.

#### Nieciecza
Il 1º febbraio 2018, è stato reso noto il trasferimento di Toivio ai polacchi del Nieciecza, che hanno poi terminato la Ekstraklasa 2017-2018 al penultimo posto e sono retrocessi in seconda serie. In estate le due parti hanno rescisso il contratto.

#### Häcken
Nell'agosto 2018, Toivio si è unito a parametro zero agli svedesi dell'Häcken, con cui ha firmato fino al 2021. La dirigenza era infatti alla ricerca di un difensore, visti anche i problemi fisici di Juhani Ojala e Rasmus Lindgren e il fatto di non avere difensori centrali sotto contratto oltre la stagione 2019. Il 30 maggio 2019, un suo colpo di testa ha portato il punteggio sul 2-0 nella finale di Coppa di Svezia vinta contro l'AFC Eskilstuna.

### Nazionale
Toivio ha rappresentato la Finlandia under 21, per cui ha giocato anche al campionato d'Europa 2009. Nella manifestazione, la Finlandia è stata eliminata alla fase a gironi, perdendo tutte le partite.
Il 9 febbraio 2011 ha giocato invece la prima partita in Nazionale maggiore: è stato schierato titolare nel pareggio per 1-1 contro il Belgio, al termine di un incontro disputato a Bruxelles.
Il 7 ottobre successivo ha trovato la prima rete, nella sconfitta per 1-2 subita contro la Svezia.
Ha lasciato la nazionale nel novembre 2021.

## Statistiche

### Presenze e reti nei club
Statistiche aggiornate al 21 giugno 2021.
| Stagione          | Club              | Campionato        | Campionato | Campionato | Coppe nazionali | Coppe nazionali | Coppe nazionali | Coppe continentali | Coppe continentali | Coppe continentali | Supercoppe | Supercoppe | Supercoppe | Totale | Totale |
| Stagione          | Club              | Comp              | Pres       | Reti       | Comp            | Pres            | Reti            | Comp               | Pres               | Reti               | Comp       | Pres       | Reti       | Pres   | Reti   |
| ----------------- | ----------------- | ----------------- | ---------- | ---------- | --------------- | --------------- | --------------- | ------------------ | ------------------ | ------------------ | ---------- | ---------- | ---------- | ------ | ------ |
| 2008-2009         | Telstar           | 1D                | 35+2       | 0          | CO              | 2               | 0               | -                  | -                  | -                  | -          | -          | -          | 39     | 0      |
| 2009-gen. 2010    | Telstar           | 1D                | 16         | 0          | CO              | 1               | 0               | -                  | -                  | -                  | -          | -          | -          | 17     | 0      |
| Totale Telstar    | Totale Telstar    | Totale Telstar    | 51+2       | 0          |                 | 3               | 0               |                    | -                  | -                  |            | -          | -          | 56     | 0      |
| 2010              | Djurgården        | A                 | 29         | 1          | CS              | 1               | 0               | -                  | -                  | -                  | -          | -          | -          | 30     | 1      |
| 2011              | Djurgården        | A                 | 28         | 6          | CS              | 2               | 0               | -                  | -                  | -                  | -          | -          | -          | 30     | 6      |
| 2012              | Djurgården        | A                 | 30         | 2          | CS              | 2               | 0               | -                  | -                  | -                  | -          | -          | -          | 32     | 2      |
| Totale Djurgården | Totale Djurgården | Totale Djurgården | 87         | 9          |                 | 5               | 0               |                    | -                  | -                  |            | -          | -          | 92     | 9      |
| 2013              | Molde             | ES                | 16         | 4          | CN              | 2               | 0               | UCL+UEL            | 4+2                | 0                  | -          | -          | -          | 24     | 4      |
| 2014              | Molde             | ES                | 22         | 1          | CN              | 7               | 1               | UEL                | 4                  | 1                  | -          | -          | -          | 33     | 2      |
| 2015              | Molde             | ES                | 22         | 2          | CN              | 4               | 0               | UCL+UEL            | 4+10               | 0                  | -          | -          | -          | 40     | 2      |
| 2016              | Molde             | ES                | 17         | 4          | CN              | 2               | 0               | -                  | -                  | -                  | -          | -          | -          | 19     | 4      |
| 2017              | Molde             | ES                | 12         | 1          | CN              | 3               | 0               | -                  | -                  | -                  | -          | -          | -          | 15     | 1      |
| Totale Molde      | Totale Molde      | Totale Molde      | 89         | 12         |                 | 18              | 1               |                    | 20                 | 1                  |            | -          | -          | 127    | 14     |
| feb.-giu. 2018    | Nieciecza         | EK                | 9          | 1          | CP              | -               | -               | -                  | -                  | -                  | -          | -          | -          | 9      | 1      |
| 2018              | Häcken            | A                 | 12         | 0          | CS              | 0               | 0               | -                  | -                  | -                  | -          | -          | -          | 12     | 0      |
| 2019              | Häcken            | A                 | 28         | 2          | CS              | 5               | 2               | -                  | -                  | -                  | -          | -          | -          | 33     | 4      |
| 2020              | Häcken            | A                 | 30         | 1          | CS              | 4               | 2               | UEL                | 2                  | 0                  | -          | -          | -          | 36     | 3      |
| 2021              | Häcken            | A                 | 7          | 0          | CS              | 5               | 0               | -                  | -                  | -                  | -          | -          | -          | 12     | 0      |
| Totale Hacken     | Totale Hacken     | Totale Hacken     | 77         | 3          |                 | 14              | 4               |                    | 2                  | 0                  |            | -          | -          | 93     | 7      |
| Totale            | Totale            | Totale            | 315        | 25         |                 | 40              | 5               |                    | 22                 | 1                  |            | -          | -          | 377    | 31     |

### Cronologia presenze e reti in nazionale
| Cronologia completa delle presenze e delle reti in nazionale ― Finlandia | Cronologia completa delle presenze e delle reti in nazionale ― Finlandia | Cronologia completa delle presenze e delle reti in nazionale ― Finlandia | Cronologia completa delle presenze e delle reti in nazionale ― Finlandia | Cronologia completa delle presenze e delle reti in nazionale ― Finlandia | Cronologia completa delle presenze e delle reti in nazionale ― Finlandia | Cronologia completa delle presenze e delle reti in nazionale ― Finlandia | Cronologia completa delle presenze e delle reti in nazionale ― Finlandia |
| Data                                                                     | Città                                                                    | In casa                                                                  | Risultato                                                                | Ospiti                                                                   | Competizione                                                             | Reti                                                                     | Note                                                                     |
| ------------------------------------------------------------------------ | ------------------------------------------------------------------------ | ------------------------------------------------------------------------ | ------------------------------------------------------------------------ | ------------------------------------------------------------------------ | ------------------------------------------------------------------------ | ------------------------------------------------------------------------ | ------------------------------------------------------------------------ |
| 9-2-2011                                                                 | Gand                                                                     | Belgio                                                                   | 1 – 1                                                                    | Finlandia                                                                | Amichevole                                                               | -                                                                        |                                                                          |
| 29-3-2011                                                                | Aveiro                                                                   | Portogallo                                                               | 2 – 0                                                                    | Finlandia                                                                | Amichevole                                                               | -                                                                        | 87’                                                                      |
| 7-6-2011                                                                 | Solna                                                                    | Svezia                                                                   | 5 – 0                                                                    | Finlandia                                                                | Qual. Euro 2012                                                          | -                                                                        |                                                                          |
| 10-8-2011                                                                | Riga                                                                     | Lettonia                                                                 | 0 – 2                                                                    | Finlandia                                                                | Amichevole                                                               | -                                                                        |                                                                          |
| 2-9-2011                                                                 | Helsinki                                                                 | Finlandia                                                                | 4 – 1                                                                    | Moldavia                                                                 | Qual. Euro 2012                                                          | -                                                                        |                                                                          |
| 6-9-2011                                                                 | Helsinki                                                                 | Finlandia                                                                | 0 – 2                                                                    | Paesi Bassi                                                              | Qual. Euro 2012                                                          | -                                                                        |                                                                          |
| 7-10-2011                                                                | Helsinki                                                                 | Finlandia                                                                | 1 – 2                                                                    | Svezia                                                                   | Qual. Euro 2012                                                          | 1                                                                        |                                                                          |
| 11-10-2011                                                               | Budapest                                                                 | Ungheria                                                                 | 0 – 0                                                                    | Finlandia                                                                | Qual. Euro 2012                                                          | -                                                                        |                                                                          |
| 22-1-2012                                                                | Port of Spain                                                            | Trinidad e Tobago                                                        | 2 – 3                                                                    | Finlandia                                                                | Amichevole                                                               | -                                                                        |                                                                          |
| 29-2-2012                                                                | Klagenfurt am Wörthersee                                                 | Austria                                                                  | 3 – 1                                                                    | Finlandia                                                                | Amichevole                                                               | -                                                                        | 77’                                                                      |
| 26-5-2012                                                                | Wals-Siezenheim                                                          | Finlandia                                                                | 3 – 2                                                                    | Turchia                                                                  | Amichevole                                                               | -                                                                        | 83’                                                                      |
| 1-6-2012                                                                 | Tartu                                                                    | Estonia                                                                  | 1 – 2                                                                    | Finlandia                                                                | Coppa del Baltico 2012                                                   | -                                                                        | cap.                                                                     |
| 15-8-2012                                                                | Belfast                                                                  | Irlanda del Nord                                                         | 3 – 3                                                                    | Finlandia                                                                | Amichevole                                                               | -                                                                        |                                                                          |
| 7-9-2012                                                                 | Helsinki                                                                 | Finlandia                                                                | 0 – 1                                                                    | Francia                                                                  | Qual. Mondiali 2014                                                      | -                                                                        |                                                                          |
| 11-9-2012                                                                | Teplice                                                                  | Rep. Ceca                                                                | 0 – 1                                                                    | Finlandia                                                                | Amichevole                                                               | -                                                                        | 45’                                                                      |
| 14-11-2012                                                               | Nicosia                                                                  | Cipro                                                                    | 0 – 3                                                                    | Finlandia                                                                | Amichevole                                                               | -                                                                        | cap.                                                                     |
| 23-1-2013                                                                | Chiang Mai                                                               | Thailandia                                                               | 1 – 3                                                                    | Finlandia                                                                | Amichevole                                                               | -                                                                        | cap.                                                                     |
| 26-1-2013                                                                | Chiang Mai                                                               | Finlandia                                                                | 0 – 3                                                                    | Svezia                                                                   | King's Cup                                                               | -                                                                        | cap. 46’                                                                 |
| 22-3-2013                                                                | Gijón                                                                    | Spagna                                                                   | 1 – 1                                                                    | Finlandia                                                                | Qual. Mondiali 2014                                                      | -                                                                        |                                                                          |
| 26-3-2013                                                                | Lussemburgo                                                              | Lussemburgo                                                              | 0 – 3                                                                    | Finlandia                                                                | Amichevole                                                               | 1                                                                        | 71’                                                                      |
| 6-9-2013                                                                 | Helsinki                                                                 | Finlandia                                                                | 0 – 2                                                                    | Spagna                                                                   | Qual. Mondiali 2014                                                      | -                                                                        |                                                                          |
| 15-10-2013                                                               | Saint-Denis                                                              | Francia                                                                  | 3 – 0                                                                    | Finlandia                                                                | Qual. Mondiali 2014                                                      | -                                                                        |                                                                          |
| 16-11-2013                                                               | Cardiff                                                                  | Galles                                                                   | 1 – 1                                                                    | Finlandia                                                                | Amichevole                                                               | -                                                                        | 46’                                                                      |
| 24-1-2014                                                                | Nizwa                                                                    | Oman                                                                     | 0 – 0                                                                    | Finlandia                                                                | Amichevole                                                               | -                                                                        |                                                                          |
| 5-3-2014                                                                 | Győr                                                                     | Ungheria                                                                 | 1 – 2                                                                    | Finlandia                                                                | Amichevole                                                               | -                                                                        | 88’                                                                      |
| 31-5-2014                                                                | Ventspils                                                                | Estonia                                                                  | 0 – 2                                                                    | Finlandia                                                                | Coppa del Baltico 2014                                                   | -                                                                        | 63’                                                                      |
| 7-9-2014                                                                 | Tórshavn                                                                 | Fær Øer                                                                  | 1 – 3                                                                    | Finlandia                                                                | Qual. Euro 2016                                                          | -                                                                        |                                                                          |
| 11-10-2014                                                               | Helsinki                                                                 | Finlandia                                                                | 1 – 1                                                                    | Grecia                                                                   | Qual. Euro 2016                                                          | -                                                                        |                                                                          |
| 14-10-2014                                                               | Helsinki                                                                 | Finlandia                                                                | 0 – 2                                                                    | Romania                                                                  | Qual. Euro 2016                                                          | -                                                                        |                                                                          |
| 14-11-2014                                                               | Budapest                                                                 | Ungheria                                                                 | 1 – 0                                                                    | Finlandia                                                                | Qual. Euro 2016                                                          | -                                                                        |                                                                          |
| 29-3-2015                                                                | Belfast                                                                  | Irlanda del Nord                                                         | 2 – 1                                                                    | Finlandia                                                                | Qual. Euro 2016                                                          | -                                                                        |                                                                          |
| 9-6-2015                                                                 | Turku                                                                    | Finlandia                                                                | 0 – 2                                                                    | Estonia                                                                  | Amichevole                                                               | -                                                                        |                                                                          |
| 4-9-2015                                                                 | Il Pireo                                                                 | Grecia                                                                   | 0 – 1                                                                    | Finlandia                                                                | Qual. Euro 2016                                                          | -                                                                        |                                                                          |
| 8-10-2015                                                                | Bucarest                                                                 | Romania                                                                  | 1 – 1                                                                    | Finlandia                                                                | Qual. Euro 2016                                                          | -                                                                        | 62’ 73’                                                                  |
| 26-3-2016                                                                | Breslavia                                                                | Polonia                                                                  | 5 – 0                                                                    | Finlandia                                                                | Amichevole                                                               | -                                                                        |                                                                          |
| 29-3-2016                                                                | Oslo                                                                     | Norvegia                                                                 | 2 – 0                                                                    | Finlandia                                                                | Amichevole                                                               | -                                                                        |                                                                          |
| 1-6-2016                                                                 | Bruxelles                                                                | Belgio                                                                   | 1 – 1                                                                    | Finlandia                                                                | Amichevole                                                               | -                                                                        |                                                                          |
| 6-6-2016                                                                 | Verona                                                                   | Italia                                                                   | 2 – 0                                                                    | Finlandia                                                                | Amichevole                                                               | -                                                                        |                                                                          |
| 12-11-2016                                                               | Odessa                                                                   | Ucraina                                                                  | 1 – 0                                                                    | Finlandia                                                                | Qual. Mondiali 2018                                                      | -                                                                        |                                                                          |
| 28-3-2017                                                                | Innsbruck                                                                | Austria                                                                  | 1 – 1                                                                    | Finlandia                                                                | Amichevole                                                               | -                                                                        | 66’                                                                      |
| 2-9-2017                                                                 | Tampere                                                                  | Finlandia                                                                | 1 – 0                                                                    | Islanda                                                                  | Qual. Mondiali 2018                                                      | -                                                                        | 70’                                                                      |
| 9-11-2017                                                                | Helsinki                                                                 | Finlandia                                                                | 3 – 0                                                                    | Estonia                                                                  | Amichevole                                                               | -                                                                        | 46’                                                                      |
| 11-1-2018                                                                | Abu Dhabi                                                                | Giordania                                                                | 1 – 2                                                                    | Finlandia                                                                | Amichevole                                                               | 1                                                                        | 68’                                                                      |
| 23-3-2018                                                                | Belek                                                                    | Finlandia                                                                | 0 – 0                                                                    | Macedonia                                                                | Amichevole                                                               | -                                                                        |                                                                          |
| 26-3-2018                                                                | Belek                                                                    | Finlandia                                                                | 5 – 0                                                                    | Malta                                                                    | Amichevole                                                               | -                                                                        | 82’                                                                      |
| 5-6-2018                                                                 | Ploiești                                                                 | Romania                                                                  | 2 – 0                                                                    | Finlandia                                                                | Amichevole                                                               | -                                                                        |                                                                          |
| 9-6-2018                                                                 | Tampere                                                                  | Finlandia                                                                | 2 – 0                                                                    | Bielorussia                                                              | Amichevole                                                               | -                                                                        |                                                                          |
| 8-9-2018                                                                 | Tampere                                                                  | Finlandia                                                                | 1 – 0                                                                    | Ungheria                                                                 | UEFA Nations League 2018-2019 - 1º turno                                 | -                                                                        |                                                                          |
| 11-9-2018                                                                | Helsinki                                                                 | Finlandia                                                                | 1 – 0                                                                    | Estonia                                                                  | UEFA Nations League 2018-2019 - 1º turno                                 | -                                                                        |                                                                          |
| 12-10-2018                                                               | Tallinn                                                                  | Estonia                                                                  | 0 – 1                                                                    | Finlandia                                                                | UEFA Nations League 2018-2019 - 1º turno                                 | -                                                                        |                                                                          |
| 15-10-2018                                                               | Helsinki                                                                 | Finlandia                                                                | 2 – 0                                                                    | Grecia                                                                   | UEFA Nations League 2018-2019 - 1º turno                                 | -                                                                        |                                                                          |
| 15-11-2018                                                               | Atene                                                                    | Grecia                                                                   | 1 – 0                                                                    | Finlandia                                                                | UEFA Nations League 2018-2019 - 1º turno                                 | -                                                                        |                                                                          |
| 18-11-2018                                                               | Budapest                                                                 | Ungheria                                                                 | 2 – 0                                                                    | Finlandia                                                                | UEFA Nations League 2018-2019 - 1º turno                                 | -                                                                        | 46’                                                                      |
| 8-1-2019                                                                 | Doha                                                                     | Finlandia                                                                | 1 – 0                                                                    | Svezia                                                                   | Amichevole                                                               | -                                                                        |                                                                          |
| 11-1-2019                                                                | Doha                                                                     | Estonia                                                                  | 2 – 1                                                                    | Finlandia                                                                | Amichevole                                                               | -                                                                        |                                                                          |
| 23-3-2019                                                                | Udine                                                                    | Italia                                                                   | 2 – 0                                                                    | Finlandia                                                                | Qual. Euro 2020                                                          | -                                                                        |                                                                          |
| 26-3-2019                                                                | Erevan                                                                   | Armenia                                                                  | 0 – 2                                                                    | Finlandia                                                                | Qual. Euro 2020                                                          | -                                                                        |                                                                          |
| 8-6-2019                                                                 | Tampere                                                                  | Finlandia                                                                | 2 – 0                                                                    | Bosnia ed Erzegovina                                                     | Qual. Euro 2020                                                          | -                                                                        |                                                                          |
| 11-6-2019                                                                | Vaduz                                                                    | Liechtenstein                                                            | 0 – 2                                                                    | Finlandia                                                                | Qual. Euro 2020                                                          | -                                                                        |                                                                          |
| 5-9-2019                                                                 | Tampere                                                                  | Finlandia                                                                | 1 – 0                                                                    | Grecia                                                                   | Qual. Euro 2020                                                          | -                                                                        |                                                                          |
| 8-9-2019                                                                 | Tampere                                                                  | Finlandia                                                                | 1 – 2                                                                    | Italia                                                                   | Qual. Euro 2020                                                          | -                                                                        |                                                                          |
| 12-10-2019                                                               | Zenica                                                                   | Bosnia ed Erzegovina                                                     | 4 – 1                                                                    | Finlandia                                                                | Qual. Euro 2020                                                          | -                                                                        |                                                                          |
| 15-10-2019                                                               | Turku                                                                    | Finlandia                                                                | 3 – 0                                                                    | Armenia                                                                  | Qual. Euro 2020                                                          | -                                                                        |                                                                          |
| 15-11-2019                                                               | Helsinki                                                                 | Finlandia                                                                | 3 – 0                                                                    | Liechtenstein                                                            | Qual. Euro 2020                                                          | -                                                                        |                                                                          |
| 18-11-2019                                                               | Amarousio                                                                | Grecia                                                                   | 2 – 1                                                                    | Finlandia                                                                | Qual. Euro 2020                                                          | -                                                                        | cap. 31’ 59’                                                             |
| 11-10-2020                                                               | Helsinki                                                                 | Finlandia                                                                | 2 – 0                                                                    | Bulgaria                                                                 | UEFA Nations League 2020-2021 - 1º turno                                 | -                                                                        |                                                                          |
| 14-10-2020                                                               | Helsinki                                                                 | Finlandia                                                                | 1 – 0                                                                    | Irlanda                                                                  | UEFA Nations League 2020-2021 - 1º turno                                 | -                                                                        |                                                                          |
| 11-11-2020                                                               | Saint-Denis                                                              | Francia                                                                  | 0 – 2                                                                    | Finlandia                                                                | Amichevole                                                               | -                                                                        | 66’                                                                      |
| 15-11-2020                                                               | Sofia                                                                    | Bulgaria                                                                 | 1 – 2                                                                    | Finlandia                                                                | UEFA Nations League 2020-2021 - 1º turno                                 | -                                                                        |                                                                          |
| 18-11-2020                                                               | Cardiff                                                                  | Galles                                                                   | 3 – 1                                                                    | Finlandia                                                                | UEFA Nations League 2020-2021 - 1º turno                                 | -                                                                        |                                                                          |
| 24-3-2021                                                                | Helsinki                                                                 | Finlandia                                                                | 2 – 2                                                                    | Bosnia ed Erzegovina                                                     | Qual. Mondiali 2022                                                      | -                                                                        |                                                                          |
| 28-3-2021                                                                | Kiev                                                                     | Ucraina                                                                  | 1 – 1                                                                    | Finlandia                                                                | Qual. Mondiali 2022                                                      | -                                                                        | 90+4’                                                                    |
| 4-6-2021                                                                 | Helsinki                                                                 | Finlandia                                                                | 0 – 1                                                                    | Estonia                                                                  | Amichevole                                                               | -                                                                        | 46’                                                                      |
| 12-6-2021                                                                | Copenaghen                                                               | Danimarca                                                                | 0 – 1                                                                    | Finlandia                                                                | Euro 2020 - 1º turno                                                     | -                                                                        |                                                                          |
| 16-6-2021                                                                | San Pietroburgo                                                          | Finlandia                                                                | 0 – 1                                                                    | Russia                                                                   | Euro 2020 - 1º turno                                                     | -                                                                        | 85’                                                                      |
| 21-6-2021                                                                | San Pietroburgo                                                          | Finlandia                                                                | 0 – 2                                                                    | Belgio                                                                   | Euro 2020 - 1º turno                                                     | -                                                                        |                                                                          |
| 1-9-2021                                                                 | Helsinki                                                                 | Finlandia                                                                | 0 – 0                                                                    | Galles                                                                   | Amichevole                                                               | -                                                                        | cap.                                                                     |
| 9-10-2021                                                                | Helsinki                                                                 | Finlandia                                                                | 1 – 2                                                                    | Ucraina                                                                  | Qual. Mondiali 2022                                                      | -                                                                        |                                                                          |
| Totale                                                                   |                                                                          | Presenze                                                                 | 78                                                                       |                                                                          | Reti                                                                     | 3                                                                        |                                                                          |

## Palmarès

### Club

#### Competizioni nazionali
- Coppa di Norvegia: 2

Molde: 2013, 2014
- Campionato norvegese: 1

Molde: 2014
- Coppa di Svezia: 1

Häcken: 2018-2019
- Coppa di Lega finlandese: 1

HJK: 2023
- Campionato finlandese: 1

HJK: 2023